# Mariamne I
Mariamne I, död 29 f.Kr., var en drottning av Judea, gift med den romerska klientkungen Herodes den store av Judea i hans andra äktenskap.

## Biografi
Mariamne var dotter till Alexander Maccabeus och Alexandra Maccabeus. Hon var syster till Aristobulus III och släkt med Antigonos II Mattathias, den siste monarken av den Hasmoneiska dynastin. Hon gifte sig med Herodes år 41 eller 38 f.Kr. Paret fick fyra barn. Äktenskapet hade arrangerats för att ge Herodes kontakter med kungadynastin och beskrivs initialt som lyckligt, och Herodes som en svartsjuk äkta make.

### Drottning
Mariamnes släkting Antigonos II Mattathias avsattes från tronen år 36 f.Kr och hennes make Herodes besteg då tronen. Mariamne tros ha blivit den enda av Herodes många hustrur som mottog titeln drottning.
Mariamnes make förmodas initialt ha ambitionen att återinsätta hennes släkt Hasmonéerna på tronen genom att utse hennes bror Aristobulos till tronarvinge, och Aristobulos utnämndes till överstepräst. Hennes bror Aristobulos mördades efter bara ett år som överstepräst. Herodes förmodas ha legat bakom mordet då han ångrade sin ursprungliga plan att utse hennes bror till sin tronarvinge. Mariamne bad Kleopatra om hjälp, och Herodes tvingades infinna sig hos Marcus Antonius för att förklara sig. I sin frånvaro lämnade han Mariamne under övervakning av sin farbror Joseph, som fick order att döda henne om Herodes inte återkom levande. Herodes mor och syster, Cypros och Salome I, influerade en brytning mellan Herodes och Mariamne  och anklagade Mariamne och Joseph för att ha begått äktenskapsbrott. Herodes lät avrätta Joseph, men vidtog inga åtgärder mot Mariamne.
Under sin resa till Rhodos 31 f.Kr. lämnade Herodes Mariamne och hennes mor under övervakning av Sohemus, som fick ordern att döda henne om Herodes inte återvände levande. Ordern gjorde Mariamne fientligt inställd till Herodes och en varaktig konflikt mellan dem inträdde.

### Död
År 29 f.Kr. anklagade Salome I Mariamne för att förbereda en mordkomplott mot Herodes. Han igångsatte en utredning och torterade hennes favoriteunuck att bekänna att Mariamne hade kommit att hata Herodes på grund av den order han givit Sohemus. Hennes mor vittnade mot henne. Herodes dömde henne som skyldig och avrättade henne, liksom även Sohemus. Herodes skilde sig normalt från de hustrur han ville bli av med, men detta var inte möjligt med Mariamne; kanske för att hon var medlem av den Hasmoneiska dynastin, eller för att hon till skillnad från hans andra hustrur hade blivit drottning. Efter hennes avrättning försökte hennes mor störta Herodes i en statskupp, men misslyckades och avrättades även hon.